# Danilo Gabriel de Andrade
Danilo Gabriel de Andrade oder einfach nur Danilo oder Zidanilo (* 11. Juni 1979 in São Gotardo) ist ein ehemaliger brasilianischer Fußballspieler.

## Karriere
1999 wurde Danilo Profifußballer, als er in den Kader von Goiás EC stieß. Auf Anhieb gewann er mit diesen die Staatsmeisterschaft von Goiás. Diesen Titel holte sich der Klub auch in den Spielzeiten 2002 und 2003. Zwischen 2000 und 2002 gewann der Offensivspieler mit GEC dreimal in Folge die Copa Centro-Oeste. Nachdem Danilo sich zu einem leistungsfähigen Spieler entwickelte, wechselte er während der Saison 2003 zum FC São Paulo. Dort feierte er seine größten nationalen, wie auch internationalen Erfolge. 2005 schaffte es die Mannschaft in das Finale der Copa Libertadores. Auf den Weg dorthin bezwang man südamerikanische Spitzenmannschaften wie CF Universidad de Chile, SE Palmeiras, CA River Plate und UANL Tigres. Im Endspiel am 6. und 14. Juli stand der Klub dann Ligakonkurrent Athletico Paranaense gegenüber. Durch 1:1 und 4:0 entschied Danilos Klub die beiden Begegnungen zu ihren Gunsten. Im Halbfinale des Wettbewerbs gegen CA River Plate avancierte er zu einem der Matchwinner, als er in beiden Spielen je einen Treffer markierte. Dadurch qualifizierte man sich für die FIFA-Klub-Weltmeisterschaft 2005, die die Mannschaft im Endspiel durch einen 1:0-Erfolg gegen den FC Liverpool für sich entschied. In der Finalpartie um die Recopa Sudamericana am 7. und 14. September 2006 scheiterten die São Paulo-Kicker an den Boca Juniors mit 1:2 und 2:2. In beiden Begegnungen stand Danilo für die vollen 90 Minuten auf dem Platz. Allerdings schaffte er es mit seinem Verein die Campeonato Brasileiro de Futebol, also die brasilianische Meisterschaft, zu gewinnen. Ebenfalls 2006 wiederholte die Mannschaft den Einzug in das Finale der Copa Libertadores, musste sich aber SC Internacional aus dem eigenen Land geschlagen geben. 
Zum 1. Januar 2007 wechselte der Mittelfeldspieler erstmals ins Ausland und schloss sich den Kashima Antlers. Wie auch schon in seinen bisherigen Vereinen, war er auch hier eine wichtige Stütze für die kommenden erfolgreichen Jahre. 2007, 2008 und 2009 gewannen die Antlers dreimal in Folge die J. League. Hinzu kommen die Siege in den Wettbewerben um den Kaiserpokal 2007, bei dem Danilo im Finale am 1. Januar 2008 gegen Sanfrecce Hiroshima zum 2:0-Endstand traf, und der Fuji Xerox Super Cup 2009. 2008 war er mit acht Vorlagen einer der Top-Vorbereiter hinter Yoshizumi Ogawa (12 Vorlagen). Im Januar 2010 kehrte er wieder nach Brasilien zurück, wo er fortan für SC Corinthians spielt. Sofort fügte er sich ins Mannschaftsgefüge ein und wurde unter seinem Trainer Mano Menezes zum Leistungsträger. Mit dem Klub gewann er diverse Titel, darunter drei Mal die nationale Meisterschaft, die Libertadores und die FIFA-Klub-Weltmeisterschaft.
Nach Beendigung der Meisterschaft 2018 verließ Danilo Corinthians und unterzeichnete einen Kontrakt bei Vila Nova FC. Nach Austragung der Staatsmeisterschaft beendete Danilo seinen Kontrakt mit Vila Nova.

## Erfolge
Goiás EC
- Série B Meisterschaft: 1999
- Staatsmeisterschaft von Goiás: 1999, 2000, 2002, 2003
- Copa Centro-Oeste: 2000, 2001, 2002

FC São Paulo
- Staatsmeisterschaft von São Paulo: 2005
- Copa Libertadores: 2005
- FIFA-Klub-Weltmeisterschaft: 2005
- Campeonato Brasileiro de Futebol: 2006

Kashima Antlers
- J. League-Meister: 2007, 2008, 2009
- Kaiserpokal: 2007
- Japanischer Supercup: 2009

Corinthians
- Copa Libertadores: 2012
- FIFA-Klub-Weltmeisterschaft: 2012
- Staatsmeisterschaft von São Paulo: 2013, 2017
- Recopa Sudamericana: 2013
- Campeonato Brasileiro: 2011, 2015, 2017